# Capsodes gothicus
Capsodes gothicus – gatunek pluskwiaka z rodziny tasznikowatych i podrodziny Mirinae.
Ciało długości około 6 mm, czarne z pomarańczowo-czerwonymi i białawymi znakami, ciemno i długo owłosione.
Preferuje siedliska podmokłe, gdzie związany jest częściowo z komonicą błotną.
Występuje w większości krajów Europy.